# 112-й меридіан східної довготи
112-й меридіан східної довготи — лінія довготи, що лежить на 112 градусів східніше Гринвіцького меридіана. Вона проходить від Північного полюса через Північний Льодовитий океан, Азію, Індійський океан, Південний океан та Антарктиду до Південного полюса.
112-й меридіан східної довготи формує велике коло разом із 68-мим меридіаном західної довготи.

## Список географічних об'єктів, що перетинає 112° сх. д.
Починаючи на Північному полюсі та рухаючись до Південного полюса, 112-й меридіан східної довготи проходить через:
| Координати                                                   | Країна, територія або море | Примітки |
| ------------------------------------------------------------ | -------------------------- | --- |
| 90°0′ пн. ш. 112°0′ сх. д. / 90.000° пн. ш. 112.000° сх. д.  | Північний Льодовитий океан | |
| 79°17′ пн. ш. 112°0′ сх. д. / 79.283° пн. ш. 112.000° сх. д. | Море Лаптєвих              | |
| 76°34′ пн. ш. 112°0′ сх. д. / 76.567° пн. ш. 112.000° сх. д. | Росія                      | Проходить через півострів Таймир |
| 74°46′ пн. ш. 112°0′ сх. д. / 74.767° пн. ш. 112.000° сх. д. | Море Лаптєвих              | |
| 74°31′ пн. ш. 112°0′ сх. д. / 74.517° пн. ш. 112.000° сх. д. | Росія                      | Проходить через острів Великий Бегічів |
| 74°12′ пн. ш. 112°0′ сх. д. / 74.200° пн. ш. 112.000° сх. д. | Море Лаптєвих              | |
| 73°43′ пн. ш. 112°0′ сх. д. / 73.717° пн. ш. 112.000° сх. д. | Росія                      | |
| 49°25′ пн. ш. 112°0′ сх. д. / 49.417° пн. ш. 112.000° сх. д. | Монголія                   | |
| 45°5′ пн. ш. 112°0′ сх. д. / 45.083° пн. ш. 112.000° сх. д.  | КНР                        | Внутрішня Монголія |
| 43°49′ пн. ш. 112°0′ сх. д. / 43.817° пн. ш. 112.000° сх. д. | Монголія                   | Приблизно на 6 км |
| 43°46′ пн. ш. 112°0′ сх. д. / 43.767° пн. ш. 112.000° сх. д. | КНР                        | Внутрішня Монголія Шаньсі Хенань Хубей Хунань Гуансі — приблизно на 3 км Гуандун Гуансі — приблизно на 6 км Гуандун — приблизно на 5 км Гуансі Гуандун |
| 21°45′ пн. ш. 112°0′ сх. д. / 21.750° пн. ш. 112.000° сх. д. | Південнокитайське море     | |
| 21°39′ пн. ш. 112°0′ сх. д. / 21.650° пн. ш. 112.000° сх. д. | КНР                        | Проходить через острів Хайлін |
| 21°37′ пн. ш. 112°0′ сх. д. / 21.617° пн. ш. 112.000° сх. д. | Південнокитайське море     | Проходить через спірні Парасельські острови Проходить через спірні острови Спратлі                                                                     |
| 2°54′ пн. ш. 112°0′ сх. д. / 2.900° пн. ш. 112.000° сх. д.   | Малайзія                   | Проходить через острів Калімантан Саравак |
| 1°7′ пн. ш. 112°0′ сх. д. / 1.117° пн. ш. 112.000° сх. д.    | Індонезія                  | Проходить через острів Калімантан Західний Калімантан Центральний Калімантан                                                                           |
| 3°29′ пд. ш. 112°0′ сх. д. / 3.483° пд. ш. 112.000° сх. д.   | Яванське море              | |
| 6°48′ пд. ш. 112°0′ сх. д. / 6.800° пд. ш. 112.000° сх. д.   | Індонезія                  | Проходить через острів Ява |
| 8°18′ пд. ш. 112°0′ сх. д. / 8.300° пд. ш. 112.000° сх. д.   | Індійський океан           | |
| 60°0′ пд. ш. 112°0′ сх. д. / 60.000° пд. ш. 112.000° сх. д.  | Південний океан            | |
| 65°54′ пд. ш. 112°0′ сх. д. / 65.900° пд. ш. 112.000° сх. д. | Антарктида                 | Проходить через Австралійську антарктичну територію (претендує Австралія)                                                                              |